# Cyrtogaster anapodisis
Cyrtogaster anapodisis är en stekelart som beskrevs av Heydon 1989. Cyrtogaster anapodisis ingår i släktet Cyrtogaster och familjen puppglanssteklar. Inga underarter finns listade i Catalogue of Life.